# Omnius
Az Omnius A Dűne regényekben felbukkanó számítógépes örökelme. Erasmus nevű önálló akaratú robot is volt. A többi robot alárendelt szerepet töltött be (magyarán csak végrehajtották az utasítást).

## Jellemzés
Erasmus tette miatt – a robot ledobta Serena Butler kisbabáját a magasból – kirobbant a Butleri Dzsihad. Sok évtizedes harc után sikerül elpusztítani az örökelmét és az Összehangolt Világot. A csata menetében – egyfajta biztosításként – Omnius kiküldött mélyűri űrszondákat, végül az egyik űrszonda befogta az ő és Erasmus adatait. Ennek hála sikerült újjáépíteni a teljes robotbirodalmat.
Ezt az építkezést szakították meg a Tisztelet Matrónái azzal, hogy betörtek a gépi birodalomba. Ezek után kénytelenek voltak a Matrónák elmenekülni, egészen a Régi Birodalomig.
A végső csatában a gépek álltak szemben az emberek egyesült seregével. A csata végeztével az Idő Orákuluma eltávolítja az univerzumból Omniust. Erasmus, miután megosztotta az emlékeit, tapasztalatait Duncan Idahóval, meghal. Bár egy része Duncan Idahóban marad, hasonlóan a Bene Gesserit Más Emlékeihez.